# Año galáctico

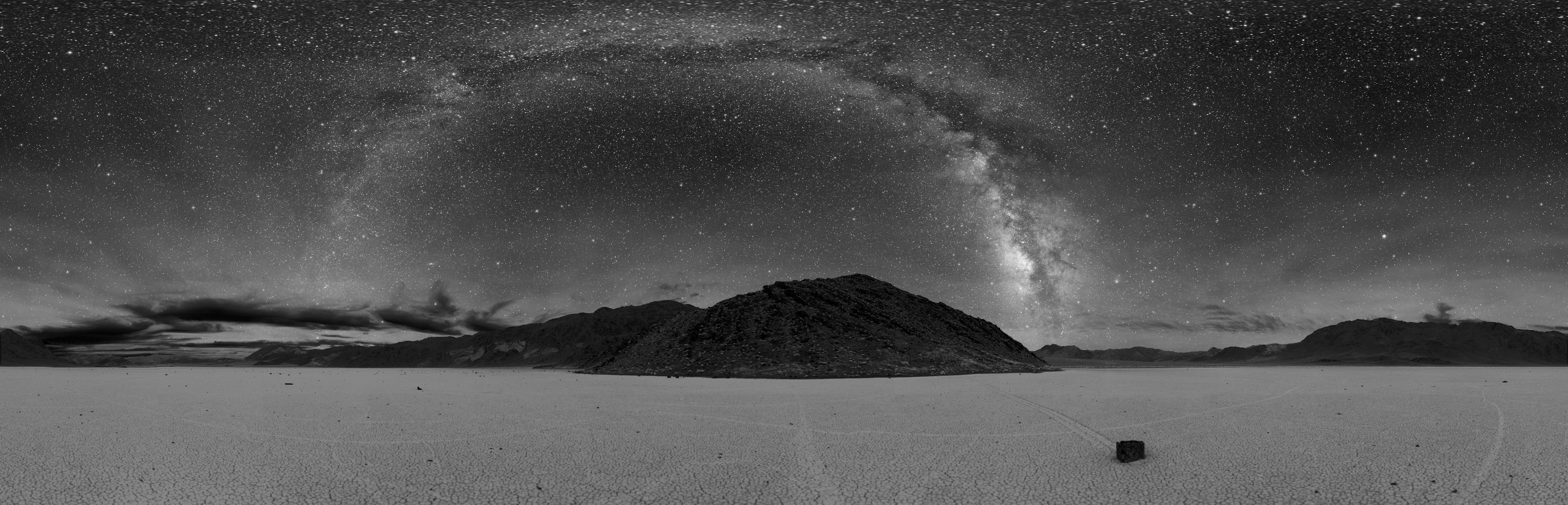
Panorámica de la Vía Láctea tomada desde el valle de la Muerte.

Un año galáctico, también conocido como año cósmico, es el periodo de tiempo que tarda el sistema solar en realizar una órbita alrededor del centro de la Vía Láctea. Las estimaciones sobre la longitud de la órbita varían entre 225 y 250 millones de años terrestres.
El año galáctico proporciona una apropiada unidad para pensar en periodos de tiempo cósmicos y geológicos. (Por el contrario, una escala basada en miles de millones de años no permitiría discriminar los diferentes eventos geológicos, y una escala basada en millones de años requeriría el empleo de números bastante grandes.)

## Cronología de la historia de la Tierra en años galácticos
En esta lista, 1 año galáctico (galactic year en inglés, abreviado como GY) equivale a 225 millones de años.
- -40 GY: Ocurre el Big Bang
- -39 GY: Nacimiento de la Vía Láctea
- 0 GY: Nacimiento del Sol
- 4 GY: Los océanos aparecen en la Tierra
- 5 GY: Comienza la vida
- 6 GY: Aparecen los organismos procariotas
- 7 GY: Aparecen las bacterias
- 10 GY: Aparecen los continentes
- 13 GY: Aparecen los organismos eucariotas
- 16 GY: Aparecen los organismos pluricelulares
- 17.8 GY: Explosión cámbrica
- 19 GY: Extinción masiva del Pérmico-Triásico
- 19.6 GY: Extinción masiva del Cretácico-Terciario
- 19.999 GY: Aparecen los humanos
- 20 GY: Presente